# 제리 사인펠드
제리 사인펠드(Jerry Seinfeld, 1954년 4월 29일 ~ )는 미국의 배우, 희극인이다.

## 영화
- 꿀벌 대소동

## 텔레비전
- 로드니 데인저필드
- 사인필드
- 새터데이 나이트 라이브
- 애벗과 코스텔로
- 매드 어바웃 유
- 커브 유어 엔수지애즘
- 30 ROCK
- 루이 (드라마)
- 미스터리 과학 극장 3000